# Anderen
Anderen (53° 00′ N, 6° 41′ L) é uma povoação dos Países Baixos, na província de Drente. Anderen pertence ao município de Aa en Hunze, e está situada a 8 km, a leste de Assen.
A área de Anderen, que também inclui as partes periféricas da cidade, bem como a zona rural circundante, tem uma população estimada em 260 habitantes.